# ハビエル・マルトン
ハビエル・マルトン・アンソ（Javier Martón Ansó、1999年5月6日 - ）は、スペイン・ナバラ州トゥデラ出身のサッカー選手。CDミランデス所属。ポジションはFW。

## クラブ経歴
ナバラ州のトゥデラに生まれ、2017年にレアル・ソシエダのカンテラへ入団した。2018-19シーズンにCチームへと昇格し、2シーズン後にはBチームへとステップアップ。2021-22シーズンにBチームがセグンダ・ディビシオンへと昇格すると、そのシーズン中にセグンダでプロデビューを果たした。また、Cチーム昇格以降合計2シーズンは、ペーニャ・スポルトFCとCDコバドンガへとレンタル移籍し、選手としての経験を積んだ。
2023年7月5日、フリーでアスレティック・ビルバオに加入し、3年契約を結んだ。
2023年8月31日、2023-24シーズンはCDミランデスへレンタル移籍することが決定した。